# 松本院 (伊賀市)
松本院（まつもといん）は、三重県伊賀市にある、真言宗醍醐派の仏教寺院。山号は朝来山（ちょうらいさん）。本尊は不動明王。

## 歴史
寺伝によると、慶長13年（1608年）藩主藤堂高虎 が、伊予国今治藩から伊勢国津藩へ移封されたとき、藤堂氏の祈願所として高虎に同行し、その後元和2年（1616年）醍醐寺三宝院の修験道寺院として、開山したと伝わっている。

## みどころ
当山は上野天神祭とかかわりが深く、3代藩主藤堂高久から、病気平癒報謝として能面が下されている。天神祭の鬼行列は、この能面をかぶって練り歩いた事に始まり、現在の鬼行列に発展してきたと考えられている。

## 年中行事
- 1月8日 - 不動明王初護摩祈祷
- 2月3日 - 節分星供まつり
- 3月1日 - 厄除大般若会祈祷
- 4月18日 - 本尊会式、紫燈大護摩供
- 5月中 - 高野山参り（団参）
- 8月第1土・日曜 - 大峰山入峰修行
- 春・秋彼岸 - 彼岸会、十三仏講

## 周辺
- 上野城 （上野公園）
- 伊賀流忍者博物館
- 芭蕉翁記念館
- 蓑虫庵

## アクセス
- 伊賀鉄道上野市駅より南へ約0.8km
- 伊賀鉄道茅町駅より西へ約0.6km
- 名阪国道 上野東インターチェンジより北へ約1.2km